# Сура Та Га
Сура Та Га (араб. سورة طه) — двадцята сура Корану. Мекканська, містить 135 аятів. Назва пов'язана з тим, що ця сура починається арабськими літерами طه (див. мукката).